# فیفت ترد بنک

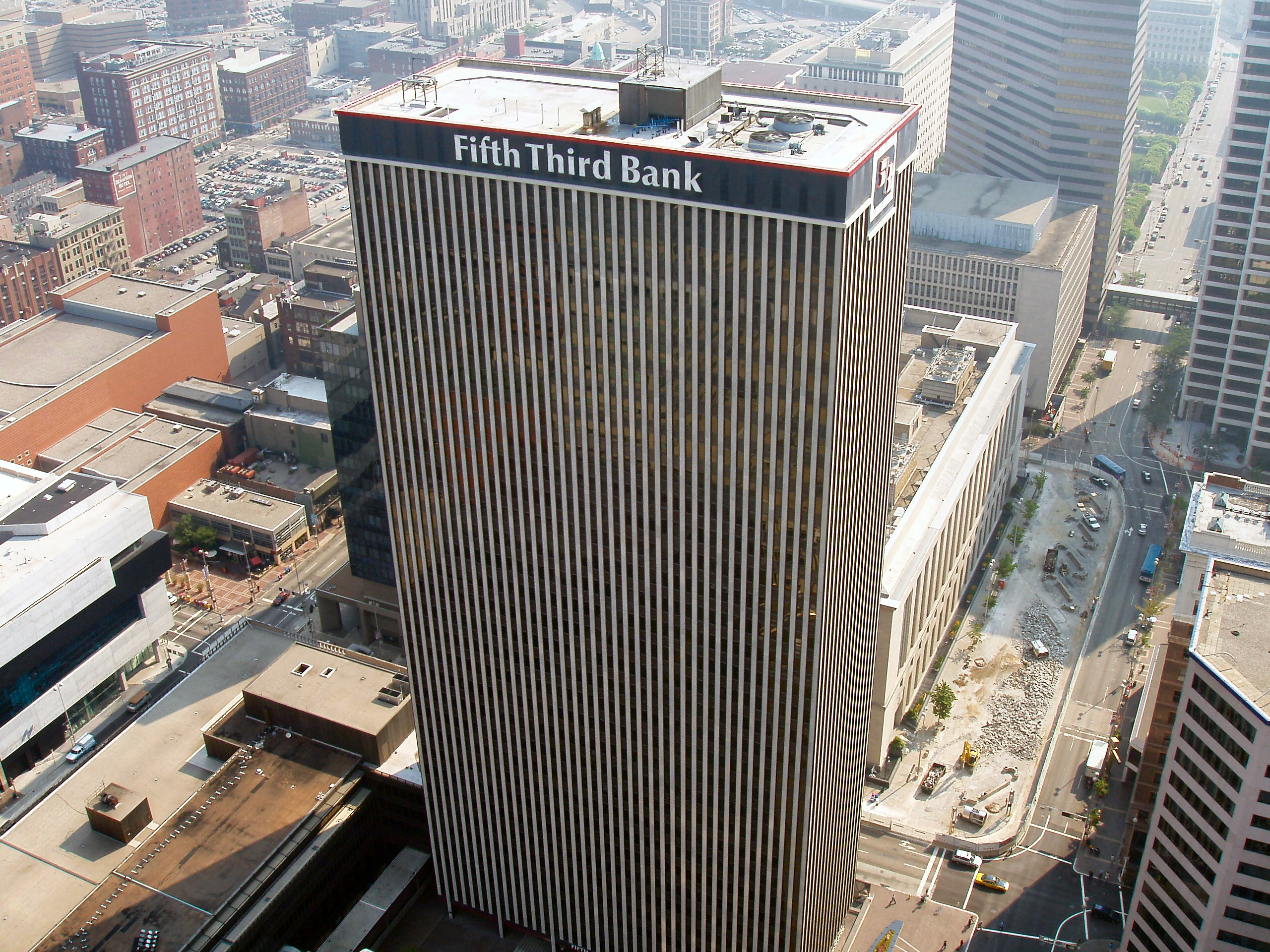
ساختمان شعبه مرکزی فیفت ترد بنک

فیفت ترد بنک (انگلیسی: Fifth Third Bank) شرکت خدمات مالی و بانکداری آمریکایی است، که در زمینه ارائه خدمات بانکداری خرد، بانکداری شرکتی، بانکداری سرمایه‌گذاری، مدیریت سرمایه‌گذاری و خدمات بیمه فعالیت می‌نماید.
فیفت ترد بنک در سال ۱۸۵۸ راه‌اندازی شد و در حال حاضر مالک شبکه‌ای از ۱٫۳۱۲ شعبه در ایالات متحده می‌باشد.
شعبه مرکزی این بانک در شهر سینسینتی، اوهایو، ایالات متحده آمریکا قرار دارد و بخشی از سهام آن در بازار بورس نزدک معامله می‌شود.